# Medway Tomb

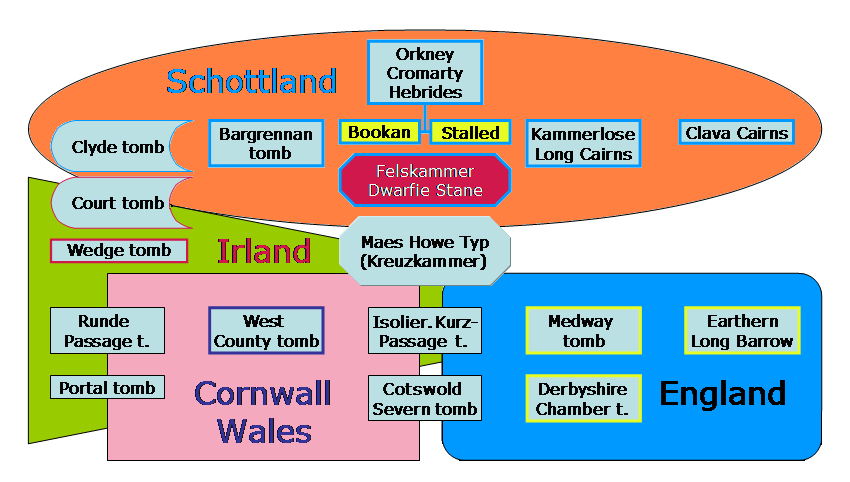
Britische Megalithik

Die Medway Tombs (auch Kent group genannt) sind die kleinste Gruppe eines Megalithanlagentyps in England. Sie besteht aus acht, zumindest teilweise erhaltenen Anlagen in Kent. Sie liegen im unteren Tal des Medway, zu beiden Seiten des Flusses in heute oftmals abgetragenen, irdenen Langhügeln. Sie haben lange Kammern, die zwischen 2500 und 1700 v. Chr., am Ende der Jungsteinzeit errichtet wurden. Die Medway Tombs und eine ebenfalls kleinen Gruppe in Derbyshire (Derbyshire chamber tombs) und sind die einzigen aus Megalithen errichteten Anlagen in der Osthälfte Englands.
Auf der Westseite des Flusses Medway liegen:
- die Coldrum Stones, der Addington Long Barrow und der Chestnuts Long Barrow.

Auf der Ostseite des Medway liegen:
- Kit's Coty House, Little Kit's Coty House, die White Horse Stones, die ausgegangenen Smythe’s Megaliths und der Coffin Stone (dt. Steinsarg) von Kent. Es gibt einen gleichnamigen im Dartmoor.

Medway Tombs
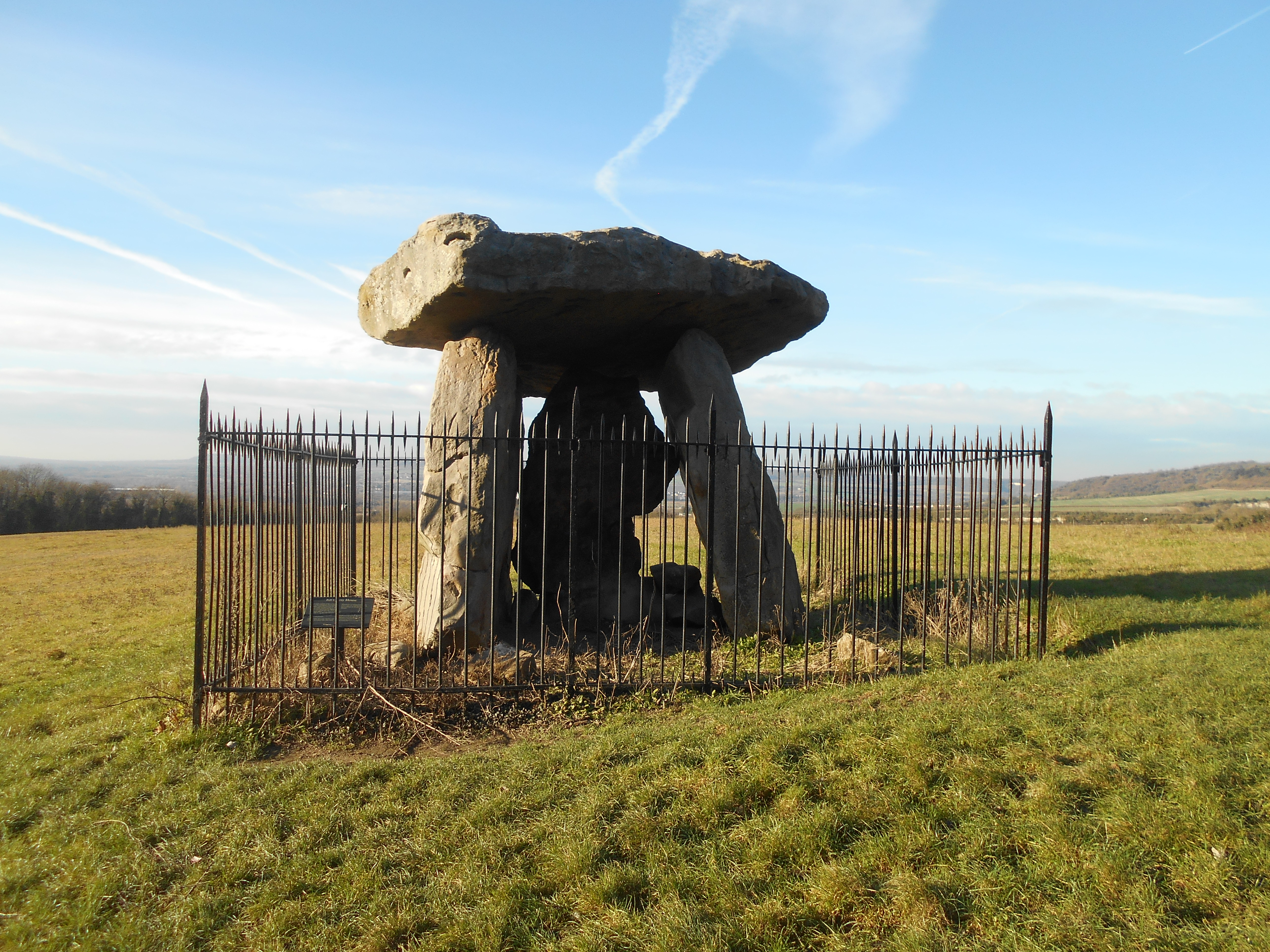
Kit's Coty House
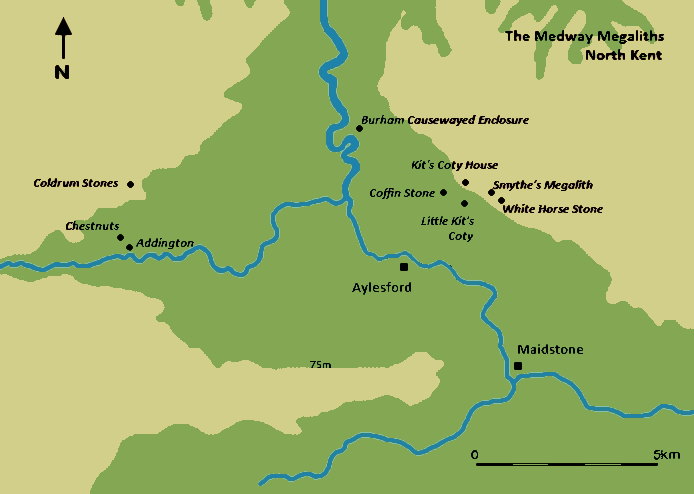
Medway Tombs
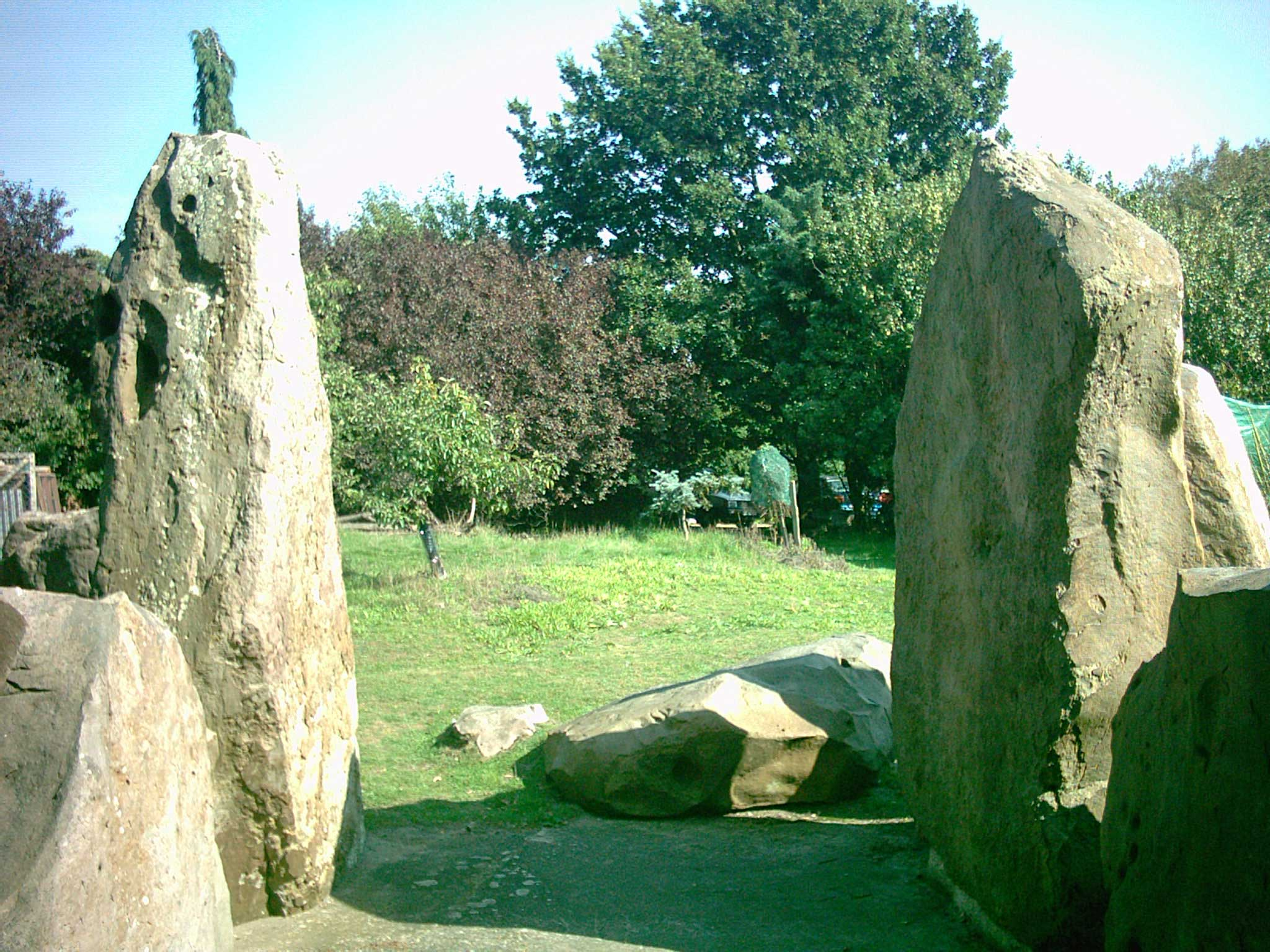
Chestnuts Barrow
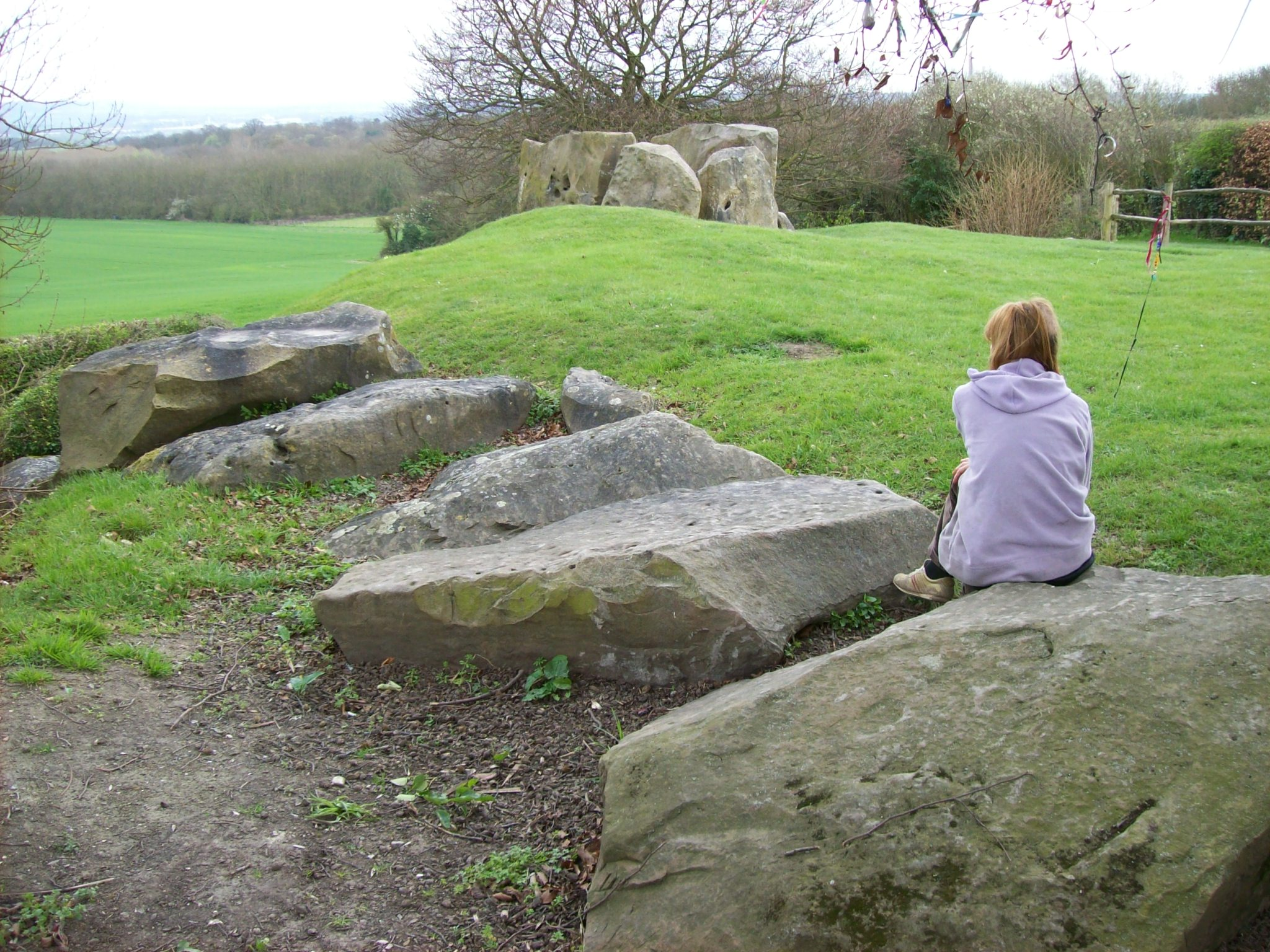
Coldrum Stones

## Kit's Coty House
Kit's Coty House steht auf dem Blue Bell Hill in der Nähe von Aylesford, am Rande eines Feldes. Die vier erhaltenen Steine sind der ursprüngliche Zugang zu einem zerstörten Grab in einem 70 m langen Erdhügel (Long Barrow). Die Steine sind Quarzsandsteine von der gleichen Art, die in Stonehenge verbaut wurden. Die drei Tragsteine und der horizontale Deckstein reichen bis zu einer Höhe von fast drei Metern. Ein weiterer Stein, der als der Generalstein bekannt war, lag am westlichen Ende des 1867 zerstörten Hügels. Die Anlage wurde für die Archäologie 1854 von Thomas Wright entdeckt. Er fand grobe Keramik unter den Steinen. Im Jahre 1885 wurde der Ort als einer der ersten in Großbritannien zum „Ancient Monument“ erklärt und ein paar Jahre später wurde er mit einem Metallgeländer geschützt. Bei Ausgrabungen im Vorgelände fanden sich Reste eines neolithischen Langhauses.

### Die Legende
Die Anlage wird lokal traditionell als das Grab von Catigern, dem Bruder von Vortimer und Sohn von Vortigern angesehen, der nach einem Kampf gegen den Sachsen Horsa, aufgeführt in der angelsächsischen Chronik von 455 n. Chr., hier bestattet sein soll.

## Little Kit's Coty House

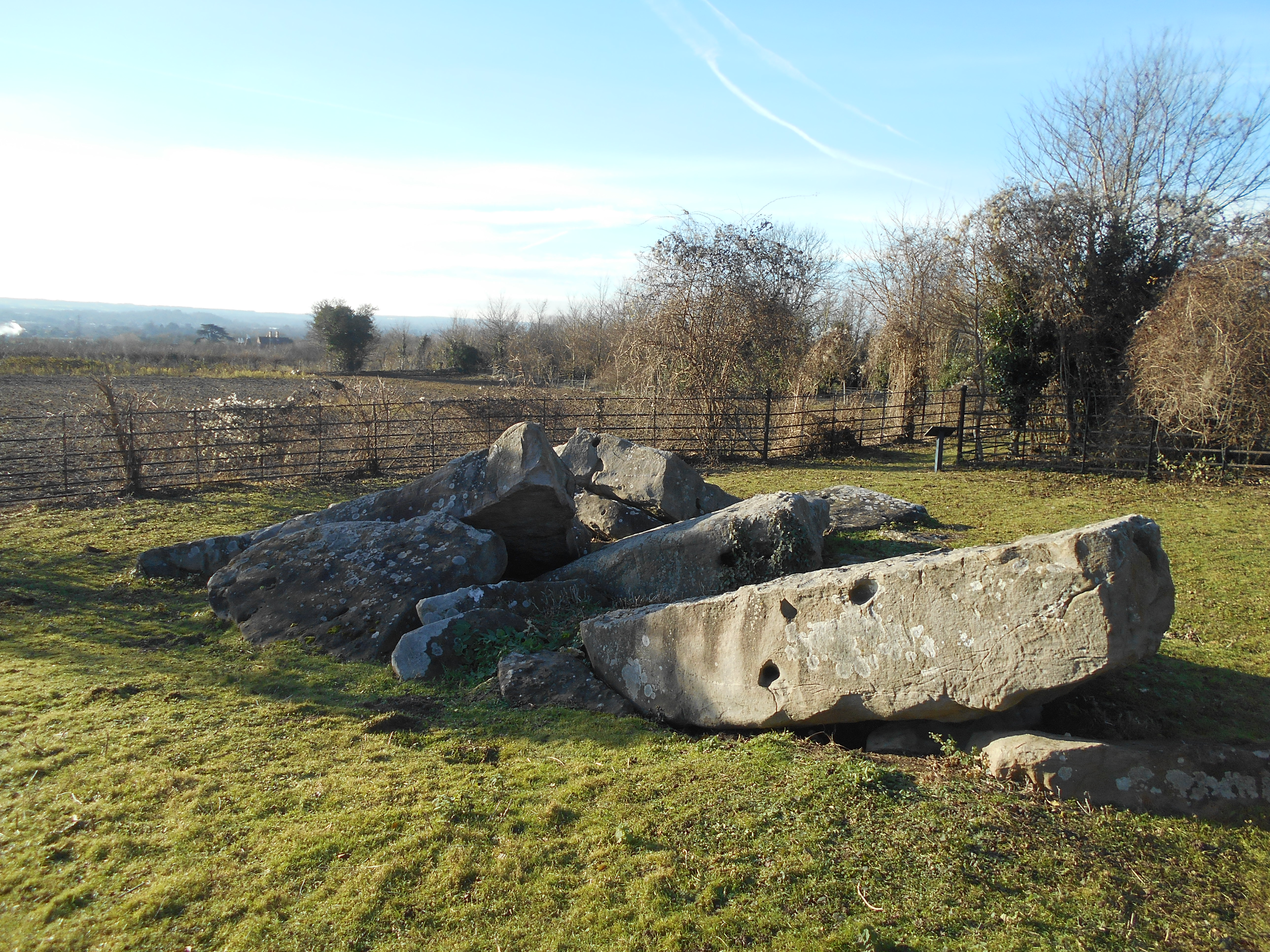
Little Kit's Coty House

Little Kit's Coty House, liegt etwa 450 m südlich von Kit's Coty House. Es sind die Überreste eines weiteren jungsteinzeitlichen Long Barrow, der vermutlich im 17. Jahrhundert zerstört wurde. Sie werden auch Countless Stones oder „die unzähligen Steine“ genannt. Es heißt, man komme immer auf eine unterschiedliche Anzahl von Steinen, so oft man sie auch zähle. Es gibt auch Geschichten über das Schicksal der Menschen, die es versucht haben. William Stukeley versuchte die Anlage im 18. Jahrhundert zu rekonstruieren. Archäologische Grabungen im Jahr 1989 erbrachten keine eindeutigen Beweise für einen als Steinbruch dienenden Graben, der vorhanden sein sollte, um Material für die Abdeckung des Hügels zu liefern. Stattdessen wurden in der Nähe eisenzeitliche Aktivitäten gefunden.
Sein Grundriss gibt eine unregelmäßige Oktogonhälfte aus fünf Steinen wieder, vor die ein aus vier Steinen konstruierte Zugang liegt, der mittig mit einem Deckstein versehen war.

## Der Coffin Stone
Der Coffin Stone (dt. Sargstein) befindet sich 400 m westlich von Little Kit's Coty House in der Mitte eines Weinberges. Es ist ein flacher, rechteckiger Stein von 4,4 m Länge und 2,8 m Breite. Zwei kleinere Steine liegen in der Nähe. Im Jahr 1836 fanden Bauern angeblich "einen Sack mit Knochen" unter dem Stein. Dies ist der einzige schriftliche Bericht und es ist ungewiss, was es mit den Knochen auf sich hatte. Der Stein ist möglicherweise der Rest eines Long Barrow. Archäologische Ausgrabungen im Sommer 2008 brachten keinen eindeutigen Aufschluss.

## Die Coldrum Stones

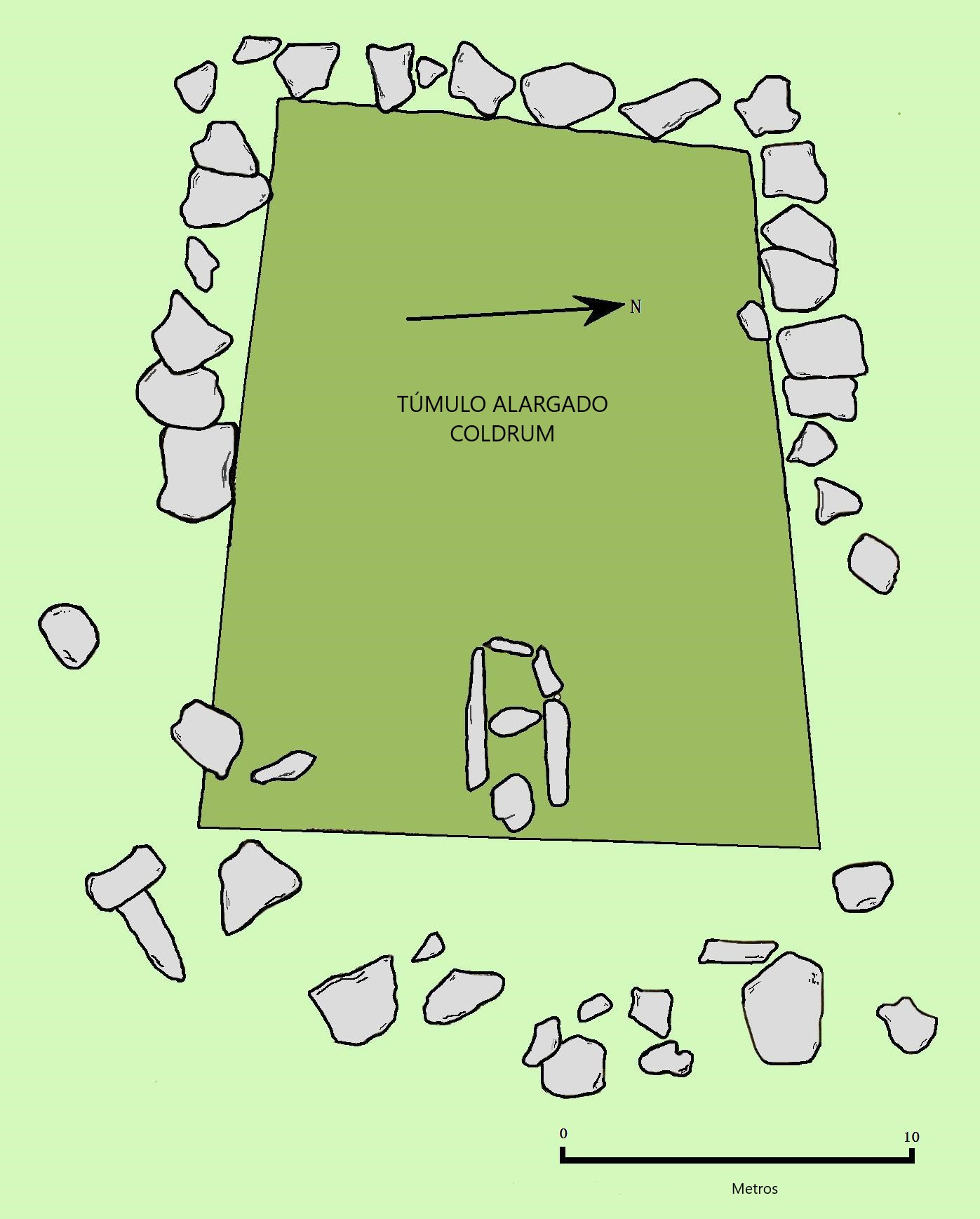
Plan

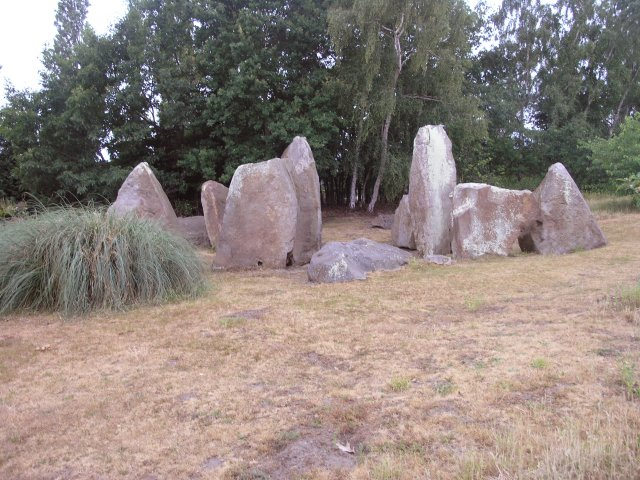
Chestnuts Long Barrow

Die Coldrum Stones (auch Coldrum Long Barrow) sind ein weiterer Rest eines Medway tomb. Die Megalithen liegen westlich des Flusses in der Nähe von Trottiscliffe. Trotz der Beschädigungen durch Schatzsucher ist es die am besten erhaltene Anlage der Medway-Gruppe. Neben Steinen der Kammer sind die umgestürzten Steine der Hügeleinfassung erhalten. Als der Hügel im Jahr 1910 ausgegraben wurde, wurden in der Kammer die Überreste von 22 Menschen gefunden, darunter der Schädel eines Menschen, der erhöht platziert worden war. Viele der langen Röhrenknochen schienen absichtlich zerbrochen zu sein, und an einigen ist Rheuma diagnostiziert worden. Es ist möglich, dass der Name "Coldrum" vom alten kornischen Wort "Galdrum", der "Ort der Verzauberung" stammt.

## Long Barrows bei Addington

### Chestnuts
Chestnuts ist ein ausgegrabener Long Barrow bei Addington südlich von Trottiscliffe. Der Grabhügel wurde abgetragen, aber die großen Steine, von denen einige wieder aufgerichtet wurden, blieben erhalten. Die vier große Steine an der Fassade und vier weitere in der Mitte des Hügels waren Teil der Kammer. Ein noch größerer Stein, der an der Seite liegt, ist wahrscheinlich ein ehemaliger Deckstein. Es kann ursprünglich in der Kammer einen weiteren Stein gegeben haben, der geteilt wurde und wahrscheinlich blockierte ein weiterer Stein den Eingang. Im Jahre 1957 fand John Alexander bei Ausgrabungen die Überreste der verbrannten Knochen von mindestens neun Personen und Objekte aus dem späten Neolithikum oder der frühen Bronzezeit.
Die Kammer war etwa vier Meter lang, zwei Meter breit und drei Meter hoch. Der eckige Hügel war 20 m lang und vielleicht 15 m breit.

### Addington Long Barrow
In der Nähe von Chestnuts liegt der Addington Long Barrow. Durch den stark beschädigten Long Barrow führt eine neuzeitliche Straße. Der leicht konische Grabhügel ist 60 m lang und reicht in der Breite von 14 bis 11 m.
Überreste der Kammer könnten durch eine Anzahl von gefallenen Steinen auf der östlichen Seite der Straße angezeigt werden. Im Jahre 1845 grub ein lokaler Pfarrer in dem Hügel. Er soll menschliche Knochen gefunden haben. Im Jahre 1981 fanden Archäologen 25 originale Randsteine an allen vier Seiten des Hügels.